# La Macaya
La Macaya är en ort i Mexiko.   Den ligger i kommunen Oluta och delstaten Veracruz, i den sydöstra delen av landet, 500 km öster om huvudstaden Mexico City. La Macaya ligger 80 meter över havet och antalet invånare är 111.
Terrängen runt La Macaya är huvudsakligen platt. La Macaya ligger uppe på en höjd. Runt La Macaya är det ganska tätbefolkat, med 52 invånare per kvadratkilometer. Närmaste större samhälle är Acayucan, 5,0 km nordväst om La Macaya. Omgivningarna runt La Macaya är en mosaik av jordbruksmark och naturlig växtlighet.